# Cmentarz żydowski w Bieżuniu
Cmentarz żydowski w Bieżuniu – kirkut mieści się w Bieżuniu przy ul. Leśnej. Powstał w XIX wieku. Ostatni pogrzeb miał miejsce w 1940. W czasie II wojny światowej został zdewastowany przez nazistów. Powierzchnia kirkutu - 0,7 ha. Na terenie cmentarza nie zachowała się żadna macewa. Fragmenty macew znajdują się w bieżuńskim muzeum.